# Геохімія ландшафтів
Геохі́мія ландша́фтів (рос. геохимия ландшафтов; англ. landscape geochemistry; нім. Landschaftsgeochemie f) — науковий напрям на межі фізичної географії і геохімії, який вивчає міграцію (перерозподіл) хімічних елементів у географічному ландшафті.
Дані досліджень геохімії ландшафтів використовують при пошуках корисних копалин, у медичній географії, при розв'язанні питань охорони довкілля тощо.